# وادی سگولیل
وادی سگولیل (به عربی: وادی سکلیل) یک رود فصلی در موریتانی است که در ولایت ادرار واقع شده‌است.